# Walentyna Najdus-Smolar

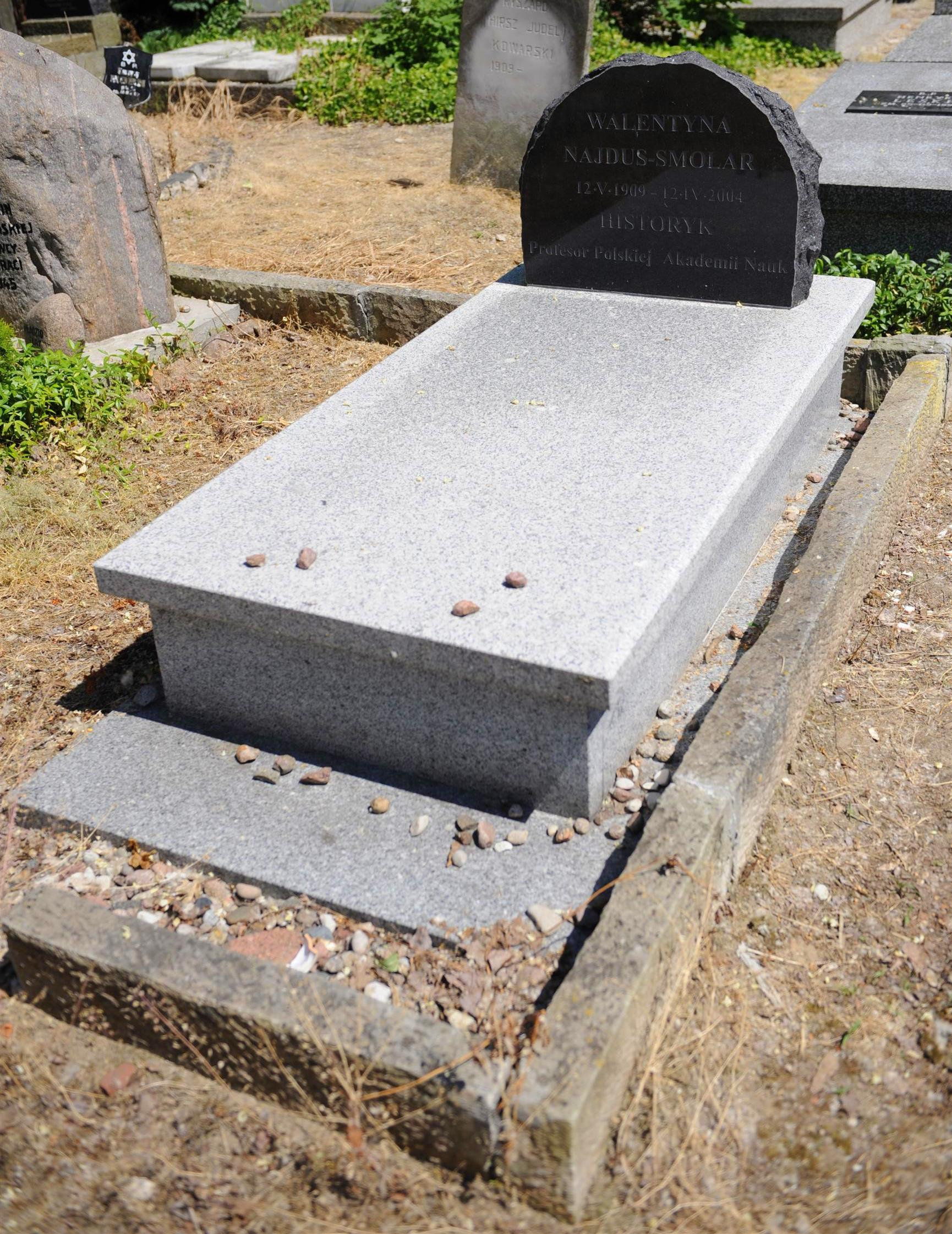
Grób Walentyny Najdus-Smolar na cmentarzu żydowskim przy ulicy Okopowej w Warszawie

Walentyna Najdus-Smolar (ur. 12 maja 1909 w Kuźnicy, zm. 12 kwietnia 2004 w Warszawie) – polska historyk żydowskiego pochodzenia, profesor w Instytucie Historii Polskiej Akademii Nauk. Badaczka dziejów społecznych Polski XIX i XX wieku, zwłaszcza Galicji, znawczyni historii ruchu socjalistycznego oraz autorka prac z tej dziedziny. Działaczka organizacji komunistycznych. 

## Życiorys
Urodziła się w rodzinie Szymona Najdusa i Dory z Bonfeldów. Miała młodsze rodzeństwo – siostrę Helenę i brata Izaaka. Jej stryjem był poeta Lejb Najdus.

### W II Rzeczypospolitej
Od 1925 działała w Międzynarodowej Organizacji Pomocy Rewolucjonistom, będącej przybudówką nielegalnej partii komunistycznej, i w „Czerwonej Frakcji”. W 1927 w Białymstoku zdała maturę i rozpoczęła studia na Wydziale Humanistycznym Uniwersytetu Warszawskiego, studiowała historię gospodarczą i socjologię. W 1929 została przyjęta do Komunistycznego Związku Młodzieży Zachodniej Białorusi w Białymstoku. Po raz pierwszy była aresztowana za działalność niezgodną z polskim prawem w wieku 19 lat. W latach 1931–1936 odsiadywała karę 4 lat i 7 miesięcy więzienia, w związku z czym nie ukończyła studiów historycznych, gdyż została relegowana z Uniwersytetu Warszawskiego w 1931. Uwolniona w styczniu 1936 z tytułu amnestii. Przyjęto ją wówczas formalnie do Komunistycznej Partii Polski, albowiem nieformalnie nastąpiło to podczas odbywania wyroku w 1933. Krótki okres wolności był też aktywnym czasem jej działalności: była członkiem Komitetu Miejskiego KPP i kierownikiem nielegalnej szkoły aktywu partyjnego. W listopadzie 1936 powróciła do więzienia z wyrokiem dwunastu lat. W komunie więziennej pełniła funkcje sekretarza „agit-propu” (agitacji i propagandy).

### Okres II wojny światowej
Po agresji sowieckiej na Polskę 17 września 1939 znalazła się w Białymstoku. Została wtedy redaktorem sowieckiego okupacyjnego pisma propagandowego – „Wolna Praca” (później jego tytuł został zmieniony na „Wyzwolony Białystok”). Tu związała się z Herszem Smolarem, wówczas redaktorem sowieckiej gazety okupacyjnej pisanej w języku żydowskim „Białystokier Sztern”. W maju 1941 została przyjęta przez specjalną komisję, na czele której stał Pantelejmon Ponomarienko, pierwszy sekretarz KC KP(b) Białorusi, do Wszechzwiązkowej Komunistycznej Partii (bolszewików) z zaliczonym stażem partyjnym od 1936. Z czasem porzuciła dziennikarstwo i stała się naukowczynią – była wykładowczynią historii w Instytucie Pedagogicznym w Orenburgu, następnie do 1947 – kierowniczką katedry na Politechnice w Mińsku.
Rodzice i młodszy brat Izaak zginęli w czasie II wojny światowej.

### W komunistycznej Polsce
Po powrocie do Polski wstąpiła do Polskiej Partii Robotniczej, a następnie do Polskiej Zjednoczonej Partii Robotniczej. Przyznano jej dyplom Uniwersytetu Warszawskiego, a następnie została wykładowczynią Szkoły Partyjnej przy KC PZPR, gdzie kierowała katedrą. Doktorat (Lenin w Polsce) uzyskała 27 czerwca 1953 r. pod kierunkiem Stanisława Arnolda na UW. Po utworzeniu Instytutu Nauk Społecznych przy KC PZPR została tam docentem. W 1958 przeszła do Instytutu Historii Polskiej Akademii Nauk, gdzie w 1964 otrzymała tytuł naukowy profesora. Zaangażowała się wówczas w badania dziejów klasy robotniczej i ruchu robotniczego. Wchodziła w skład Rady Redakcyjnej Przeglądu Historycznego. Nie wyjechała z Polski po wydarzeniach marca 1968, gdy emigrował jej mąż i synowie. 23 sierpnia 1980 roku dołączyła do apelu 64 uczonych, pisarzy i publicystów do władz komunistycznych o podjęcie dialogu ze strajkującymi robotnikami. W PZPR pozostała aktywna do 13 grudnia 1981.
Żona Grzegorza (Hersza) Smolara, matka Aleksandra i Eugeniusza, babcia Anny Smolar.
Zmarła w Warszawie, pochowana na cmentarzu żydowskim przy ulicy Okopowej (kwatera 2a-8-8).

## Ważniejsze publikacje
- Szkice z historii Galicji, t. 1–2 (1958–1960)
- Przez zieloną granicę. Na polskich szlakach leninowskiej bibuły (1964)
- Lenin i Krupska w Krakowskim Związku Pomocy dla Więźniów Politycznych (1965)
- Lewica polska w Kraju Rad. 1918–1920 (1971)
- SDKPiL a SDPRR. 1893–1907 (1973)
- Lenin wśród przyjaciół i znajomych w Polsce 1912–1914 (1977)
- Polska Partia Socjalno-Demokratyczna Galicji i Śląska 1890–1919 (1983)
- Ignacy Daszyński. 1866–1936 (1988)
- Zygmunt Marek, prawnik i polityk. 1872–1931 (1992)

## Ordery i odznaczenia
- Krzyż Komandorski Orderu Odrodzenia Polski (1954)
- Medal 10-lecia Polski Ludowej (24 stycznia 1955)[13]